# 土屋俊
土屋 俊（つちや しゅん、1952年10月30日 - ）は、日本の言語哲学者。大学評価・学位授与機構特任教授。

## 略歴
東京都生まれ。桐朋高校を経て、東京大学教養学部卒、同大学院哲学専攻博士課程単位取得退学。妻は翻訳家の土屋希和子。千葉大学文学部教授を経て現職。言語哲学のほか図書館の電子化についても論じる。

## 著書
- 『心の科学は可能か』（東京大学出版会、認知科学選書） 1986.8
- 『真の包括的な言語の科学』（くろしお出版、土屋俊言語・哲学コレクション1） 2008.12
- 『心の科学の可能性』（くろしお出版、土屋俊言語・哲学コレクション2） 2009.5
- 『なぜ言語があるのか』（くろしお出版、土屋俊言語・哲学コレクション4） 2009.9
- 『デジタル社会の迷いと希望』（くろしお出版、土屋俊言語・哲学コレクション5） 2011.8

### 共編
- 『ウィトゲンシュタイン以後』（飯田隆、東京大学出版会） 1991.3
- 『情報倫理学 電子ネットワーク社会のエチカ』（越智貢, 水谷雅彦、ナカニシヤ出版） 2000.7
- 『情報倫理の構築』（水谷雅彦, 越智貢、新世社） 2003.5
- 「脱哲学的哲学」（共著、工作舎、『形而上学の可能性を求めて - 山本信の哲学』） 2012.9 ISBN 978-4-87502-447-7
- 『記号論理学』（加藤浩、放送大学教育振興会） 2014.3

## 翻訳
- 『言語行為 言語哲学への試論』（J・R・サール、坂本百大共訳、勁草書房） 1986.4
- 『認知科学の基礎』1 ‐ 4（マイケル・I・ポズナー、佐伯胖と監訳、産業図書） 1991
- 『状況と態度』（ジョン・バーワイズ, ジョン・ペリー、産業図書） 1992.10
- 『心・脳・科学』 （ジョン・サール、岩波書店） 1993.4
- 『フューチャー・マインド 意識とテクノロジーの融合』（ジェローム・C・グレン、植山周一郎共訳、ティビーエス・ブリタニカ） 1994.4
- 『ゲーデル再考 人と哲学』（ハオ・ワン、戸田山和久共訳、産業図書） 1995.9
- 『チューリング・マン』（J・デイヴィッド・ボルター、山口人生共訳、みすず書房） 1995.5
- 『心はどこにあるのか』（ダニエル・デネット、草思社） 1997.11
- 『ノーム・チョムスキー 学問と政治』（ロバート・F・バースキー、土屋希和子共訳、産業図書） 1998
- 『フレーゲ著作集 2 算術の基礎』（フレーゲ、野本和幸共編、勁草書房） 2001.11
- 『スウィート・ドリームズ』（ダニエル・C・デネット、土屋希和子共訳、NTT出版、ライブラリーレゾナント） 2009.12